# Велькроп
Велькроп (Викріп) (словац. Veľkrop) — село в Словаччині, Стропковському окрузі Пряшівського краю. Розташоване в північно-східній частині Словаччини. Протікає річка Войтовець.
Уперше згадується у 1408 році.

## Пам'ятки
У селі є греко-католицька церква Покрови Пресвятої Богородиці з 70—их років 18 століття в стилі бароко, перебудована в 1936 році, та в другій половині 20 століття, з 1988 року національна культурна пам'ятка та православна церква Покрови Пресвятої Богородиці з 20 століття.
Над селом розташований найбільший військовий цвинтар з І світової війни в Словаччині з пам'ятником помершим, похоронено 8662 воїнів австро-угорської та російської армій, ідентифіковано лише 11 з них, реконструйований у 2010—2018 роках.

## Населення
| Рік:            | 1994. | 2004.   | 2014.   | 2024.   |
| --------------- | ----- | ------- | ------- | ------- |
| Кількість осіб: | 220   | 221     | 222     | 231     |
| Різниця:        |       | +0,45 % | +0,45 % | +4,05 % |

| Рік:            | 2023. | 2024.   |
| --------------- | ----- | ------- |
| Кількість осіб: | 230   | 231     |
| Різниця:        |       | +0,43 % |

В селі проживає 209 осіб.
Національний склад населення (за даними останнього перепису населення — 2001 року):
- словаки — 65,91 %
- цигани (роми) — 15,91 %
- русини — 13,64 %
- українці — 2,73 %
- чехи — 0,91 %

Склад населення за приналежністю до релігії станом на 2001 рік:
- православні — 55,91 %,
- греко-католики — 37,27 %,
- римо-католики — 4,09 %,
- протестанти (евангєлики) — 1,36 %,
- не вважають себе віруючими або не належать до жодної вищезгаданої церкви: 0,91 %